# 小国町光ファイバーネットワーク
小国町光ファイバーネットワーク（おぐにまちひかりファイバーネットワーク）は、熊本県阿蘇郡小国町で2011年4月に開局したFTTH方式による公営ケーブルテレビ局である。

## 概要
- 地域情報格差を是正するための事業「地域情報通信基盤整備推進交付金事業」の助成金により設置される。

## 対象予定エリア
- 小国町全域

## 予定サービス
- 基本サービス
  - 地上デジタル放送 - NHK2ch、民放4ch
  - BS放送
  - 110°CS放送
    - 以上の放送が伝送される。別途に受信料・契約が必要となるチャンネルがある。
- 付加サービス
  - セットトップボックス（地上デジタル放送視聴機能有り）により視聴できるCSデジタル放送11ch
- 通信サービス（NTT西日本がサービスを実施する）
  - 光インターネット（NTT）
  - ひかり電話（NTT)